# Лилијуокалани
Краљица Лилијуокалани од Хаваја, крштена као Лидија Лилијуокалани (хав. Lili’uokalani; Хонолулу, 2. септембар 1838 — Хонолулу, 11. новембар 1917) и касније под именом Лидија К. Доминис, је била последњи владар Краљевине Хаваји.
Дана 16. септембра 1862. удала се за Џона Овена Доминиса, који је постао гувернер острва Оаху и Мауи. Нису имали деце. Неколико година за њену наследницу рачунала се њена братаница Викторија Каијулани (1875—1899), али је умрла пре Лидије.
Лилијуокалани је наследила трон од свог брата Калакауе 17. јануара 1891. Кратко потом, покушала је да донесе нови устав, пошто је постојећи, познат као „бајонетски устав“, ограничавао њену моћ и политички утицај над Хавајцима. Амерички интереси на острву били су везани за тарифу у трговини шећером и анексија се сматрала заштитом америчког бизниса. Као резултат, амерички министар на Хавајима у то време, Џон Л. Стивенс, наредио је да се трупе из Бостона искрцају на острво, под маском заштите палате Јолани и других владиних зграда. Краљица је збачена с трона 1893. и основана је привремена влада.
Америчка влада веровала је да је хавајски народ уз краљицу, па је понудила да врати краљици престо, уз услов да свима који су учествовали у преврату буде опроштено. Одбила је, делом услед силе која је коришћена против ње и њене имовине, укључујући камење и ватрено оружје коришћено са циљем да је избаце из куће. Са оваквим развојем догађаја, тадашњи председник Сједињених држава, Грувер Кливленд, послао је допис Конгресу САД. 4. јула 1894, Република Хаваји је проглашена и Станфорд Дол, један од првих људи који су покренули аболицију монархије је постао председник. Република је одмах призната од стране владе Сједињених држава.
Лилијуокалани је ухапшена 16. јануара 1895, неколико дана након пропале контрареволуције коју је подигао Роберт Вилкокс, када је оружје нађено у дворишту њеног дома. Она је порицала да је знала да се оружје ту налази. Затворена је у малу собу у палати Јолани, и ту је остала све до 1896. када је ослобођена. Отишла је у своју кућу, Вашингтон Плејс, где је живела до своје смрти 1917. године. Хаваји су анектирани Сједињеним Америчким Државама кроз резолуцију Конгреса 1898.
Лилијуокалани је била објављивани писац и композитор. Њена књига, „Хавајска прича хавајске краљице“, бави се историјом Хаваја. Једна од њених најпознатијих композиција је химна „Алоха Уе“ коју је компоновала у заточеништву. То је био крај хавајске монархије.

### Покрет за сувереност Хаваја
У последњих тридесетак година појављују се захтеви да се врати монархија, али се овакав захтев противи уставу САД који захтева да државе чланице буду републике.